# Acacia conspersa
Acacia conspersa é uma espécie de leguminosa do gênero Acacia, pertencente à família Fabaceae.